# شبكة سطوح مصفوفة
شبكة سطوح مصفوفة (بالإنجليزية: Land Grid array)‏ وهي نوع من تقانيات التركيب السطحي تستخدمها الدائرات المتكاملة, والتي تمكن من تركيبها على لوحة إلكترونية مطبوعة بواسطة مقبس أو بتلحيمها مباشرة على اللوحة.

## استخدامها في المعالجات الصغيرة

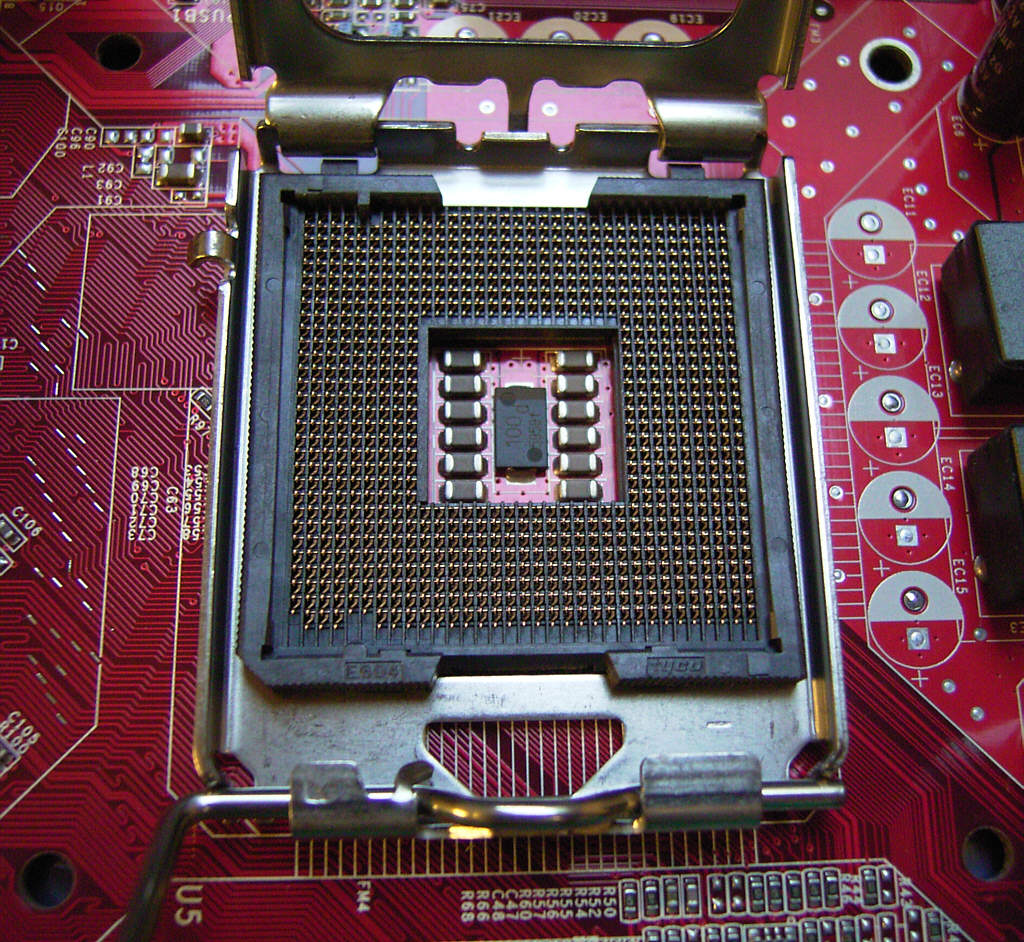
مقبس تي المستخدم لتقنية شبكة سطوح مصفوفة

تستخدم هذه التقنية بشكل رأيسي من قبل وحدات المعالجة المركزية بنتيوم 4, كزيون, كور 2 وكور آي 7 من شركة إنتل ووحدات أوبترون من شركة إي أم دي. وإن هذه الوحدات مختلفة عن الوحدات المستخدمة لنظام شبكة إبر مصفوفة, فهي لا تحتوي على إبر في أسفلها، عوضا عن ذلك تحتوي على سطوح نحاسية مطلية بالذهب التي تلمس إبر موجودة في المقبس.
وعلى رغم من ابتداء استخدام هذه التكنولوجيا منذ عام 1996 من قبل وحدات أم آي بي أس آر 10000 (MIPS R10000) التابعة لشركة توشيبا ووحدات بي إي 8000 (PA-8000) التابعة لشركة أتش بي, لم تستخدم بشكل مكثف لحين ابتدأت شركة إنتل باستخدامها في وحدات بنتيوم 4 من طراز بريسكوت. وفي الربع الأول من سنة 2006 أوقفت الشركة استخدام نظام شبكة إبر مصفوفة في وحدات كزيون لتستخدم مكانها هذه التقنية. وإستخدمة شركة إي أم دي هذه التقنية في سلسلة 2000 من وحدات أوبترون للخوادم في الربع الثاني من سنة 2006.
وإن سبب استخدام هذه التقنية عوضا عن تقنية شبكة إبر مصفوفة هو توفيره مساحة تماس أكبر بين الإبر والسطوح، والذي أمّن معدل ساعة أعلى من المعدل المستخدمة في شبكة إبر مصفوفة. وإستخدمة شركة إي أم دي هذه التقنية لأنها أمنت كثافة إبر أكثر في مقبس أف المعروف بمقبس 1207.

## القابس المستخدمة لهذه التقنية
- مقبس تي
- مقبس دجي
- مقبس أف